# 1912

## Esdeveniments
Països Catalans
- 13 de maig, Barcelona: s'hi publica el primer número del setmanari "La Tralla".
- 14 d'agost, Sabadell: Primer partit de futbol nocturn, amb el resultat de Barcelona 8 - Sabadell 2[1]

Resta del món
- 12 de febrer, Pequín (Xina): Abdicació de Pu Yi (1906-1967), que va regnar com a Emperador Xuantong, el darrer de la dinastia Qing.[2][3]

- 30 de març, França i Espanya: aquests dos estats signen el Tractat de Fes, pel qual el primer reconeix al segon una zona d'influència en el nord del Marroc en la qual s'establirà un protectorat.[4]
- 15 d'abril, Oceà Atlàntic: s'hi enfonsa el RMS Titanic, transatlàntic britànic, propietat de la companyia naviliera anglesa White Star Line, com a conseqüència d'una col·lisió amb un iceberg, mentre hi feia la seva travessa inaugural entre les ciutats de Southampton i Nova York. En la tragèdia hi perderen la vida poc més de 1500 persones.[5]
- 6 d'agost, Sabadell: es juga el primer partit de futbol nocturn il·luminat d'Espanya entre el CE Sabadell i el FC Barcelona.[6]

- 28 de novembre: Albània s'independitza de l'Imperi Otomà.

### Premis Nobel
| Camp                  | Guardonats                        |
| --------------------- | --------------------------------- |
| Física                | - Gustaf Dalén                    |
| Química               | - Victor Grignard - Paul Sabatier |
| Medicina o Fisiologia | - Alexis Carrel                   |
| Literatura            | - Gerhart Hauptmann               |
| Pau                   | - Elihu Root                      |

## Naixements
Països Catalans
- 6 de gener - Carmelita Aubert, cantant i actriu catalana de la revista de varietats dels anys trenta (m. 1979).[7]
- 14 de gener - Barcelona: Mercè Muntanyola i Garriga, historiadora i professora universitària (m. 1997).[8]
- 18 de gener - Almacelles: Maria Tersa i Miralles, locutora de ràdio catalana (m. 2015).
- 28 de gener - Barcelona: Isabel Pons i Iranzo, dissenyadora, il·lustradora, pintora i professora catalano-brasilera (m. 2002).[9]
- 30 de gener, Albacete: Elisa Piqueras, pintora, escultora i professora espanyola (m.1974).[10]
- 3 de febrer - Barcelona: Albina Francitorra i Aleñà, periodista i escriptora (m. 2013).[11]
- 18 de febrer - Barcelona:[12] Julio Muñoz Ramonet, empresari barceloní.
- 10 de març - Reus: Josefina Oliva Teixell, geògrafa, arqueòloga i historiadora catalana, exiliada i nacionalitzada a Mèxic (m. 2007).[13]
- 11 de març - Girona: Xavier Montsalvatge, compositor català (m. 2002).
- 13 de març - Tàrrega: Palmira Puig i Ximénez, fotògrafa catalana (m. 1979).[14]
- 28 de maig - Barcelona: Avel·lí Artís-Gener «Tísner», escriptor, escenògraf, pintor i dibuixant català (m. 2000).[15]
- 29 de juny - Barcelona: Emma Alonso, actriu catalana exiliada a Mèxic després de la guerra civil espanyola (m. 2000).[16]
- 3 d'agost - Barcelona: Ruth von Wild, mestra i activista suïsa (m. 1983).[17]
- 7 de setembre - Almeriaː Igualdad Ocaña Sánchez, mestra racionalista, i militant anarquista, exiliada del franquisme (m. 1990).[18]
- 16 de setembre - Castelló de la Plana: Enriqueta Agut Armer, mestra republicana valenciana.[19]
- 23 de setembre - Almansa, Albaceteː Matilde Llòria, poeta valenciana que desenvolupà la seua obra en català, castellà i gallec (m. 2002).[20]
- 29 de setembre: 
  - Barcelona: Pere Calders i Rossinyol, escriptor i dibuixant català.[21]
  - Barcelona: Montserrat Alberich i Escardívol, artista mecanògrafa.[22]
- 1 d'octubre - Palma, Mallorca: Aurora Picornell Femenies, dirigent comunista mallorquina, assassinada pels franquistes (m. 1937).[23]
- 9 d'octubre - Gandia, Safor: Gonçal Castelló i Gómez-Trevijano, escriptor valencià.
- 2 d'octubre - Esplugues de Llobregat: Josep Cruset Porqué, poeta, escriptor i articulista en llengua castellana.
- 30 d'octubre - Barcelona: Josep Ferrater i Móra, filòsof i assagista català.
- 19 de novembre - Barcelona: Joan Sales i Vallès, escriptor i editor català.
- 4 de desembre - Santa Maria del Camí, Mallorca: Miquel Dolç i Dolç, poeta i assagista mallorquí.
- 8 de desembre - Albacete: Balbina Medrano –Guillermina Supervía–, mestra, 1a regidora de l'Ajuntament de València (m. 2005).[24]
- 20 de desembre - Dusfort, Anoia: Maria Teresa Balcells i Llastarry, pianista i pedagoga catalana (m. 1996).[25]
- 25 de desembre - Barcelona: Jaume Gubianas i Jovés, pintor català.
- 27 de desembre - Terrassa: Gertrudis Galí Mallofré, escultora catalana, exiliada a França (m. 1998).[26]
- Barcelona: Ruth von Wild, mestra.
- Alcanar: Trinitari Fabregat i Chimeno, escriptor.
- Manresa: Pilar Planas i Martí, pintora catalana (m. 1967).[27]

Resta del món
- 19 de gener, Sant Petersburg, Rússia: Leonid Kantoròvitx, economista rus, Premi Nobel d'Economia de l'any 1975 (m. 1986).

- 21 de gener, Nysa, Alemanya: Konrad Bloch, químic alemany, Premi Nobel de Medicina o Fisiologia de l'any 1964 (m. 2000).

- 28 de gener, Cody (Wyoming), Estats Units: Jackson Pollock, pintor de l'expressionisme abstracte estatunidenc.
- 30 de gener, Hannover, Imperi Alemany: Horst Matthai Quelle, filòsof alemany.
- 2 de febrer, Londres: Millvina Dean, última supervivent en vida del naufragi del Titanic (m. 2009).[28]
- 3 de febrer, Montpeller, Occitània: Jacques Soustelle, antropòleg i polític francès.[29]
- 13 de febrer, Milà: Antonia Pozzi, poeta italiana (m. 1938).[30]
- 18 de febrer, Sevilla: Antoñita Colomé, actriu, cantant i ballarina.[31]
- 22 de març, 
  - Nuremberg: Martha Mödl, soprano i mezzosoprano alemanya (m. 2001).[32]
  - Macklin, Saskatchewan: Agnes Martin, pintora estatunidenca, expressionista abstracta (m. 2004).[33]
- 23 de març, Wyrzysk (Polònia): Wernher von Braun,va ser una de les figures més importants en el desenvolupament de la tecnologia aeroespacial a Alemanya i als Estats Units d'Amèrica (m. 1977).[34]
- 27 de març, Portsmouth, Anglaterra: James Callaghan, polític anglès, 70è Primer Ministre del Regne Unit. (m. 2005)[34]
- 29 de març, Hirschberg: Hanna Reitsch, aviadora alemanya cèlebre per l'obtenció de diversos rècords (m. 1979)[35]
- 8 d'abril, Oslo, Noruega: Sonja Henie, patinadora artística sobre gel noruega, nacionalitzada estatunidenca (m. 1969).[36]
- 9 d'abril, Saragossa: Martina Bescós García, primera cardiòloga espanyola (m. 2008).[37]
- 15 d'abril, Corea del Nord: Kim Il-sung, president de Corea del Nord (m. 1994)[38]
- 16 d'abril, El Caire (Egipte): Emond Jabès, poeta i escriptor jueu conegut per ser una de les figures literàries més conegudes en llengua francesa després de la Segona Guerra Mundial (m. 1991)[39]
- 19 d'abril, Ishperming, Michigan (EUA): Glenn Theodore Seaborg, físic i químic estatunidenc, Premi Nobel de Química 1951 (m. 1999).[40]
- 21 d'abril, 
  - Filadèlfia, Pennsilvània: Eve Arnold, fotoperiodista estatunidenca que va treballar per a l'agència Magnum (m. 2012).[41]
  - Londres: Rosemary Biggs, botànica i hematòloga anglesa, estudià els trastorns de la coagulació, particularment l'hemofília (m. 2001).[42]
- 22 d'abril, Preston, Lancashire, Anglaterra: Kathleen Ferrier, contralt britànica (m. 1953).[43]
- 2 de maig, Altona, Hamburg: Axel Springer, editor i empresari alemany (m. 1985).[44]
- 19 de maig, Szilasbalhàs, Budapest: Kati Horna, fotògrafa anarquista que treballà com a artista surrealista i com a fotoperiodista (m. 2000).[45]
- 22 de maig, Londres (Anglaterra): Herbert Charles Brown, químic estatunidenc d'orien britànic, Premi Nobel de Química de l'any 1979 (m. 2004).[46]
- 26 de maig, (Fiume, actualment Rijeka, Croàcia: János Kádár, és el pseudònim de Giovanni Giuseppe Czermanic (més tard Csermanek), polític hongarès, màxim dirigent del seu país durant trenta-dos anys (m. 1989).[34]
- 27 de maig, Quincy, Massachusetts (EUA): John Cheever, escriptor estatunidenc de contes i novel·les, conegut també amb el sobrenom del "Txékhov dels suburbis" (m. 1982).[47]
- 28 de maig:
  - Grafton, Austràlia: Ruby Payne-Scott, pionera australiana en el camp de la radiofísica solar i la radioastronomia (m. 1981).
  - Londres, Regne Unit: Patrick White, escriptor australià, Premi Nobel de Literatura el 1973 (m. 1990).[48]

- 30 de maig, Nova York, EUA: Julius Axelrod, bioquímic nord-americà, Premi Nobel de Medicina o Fisiologia de l'any 1970 (m. 2004).[49]
- 4 de juny, Donostia, Guipúscoa: Pilar López Julvez, ballarina, una de les fundadores del ballet espanyol del segle xx (m. 2008).[50]
- 12 de juny, Londres: Eva Crane, investigadora de les abelles i eminent apicultora, a més de física i matemàtica (m. 2007).[51]
- 14 de juny, Marosvásárhely (Transsilvània)ː Magda László, soprano especialista en òperes del segle xx (m. 2002).[52]
- 21 de juny, Seattle: Mary McCarthy, novel·lista, crítica i activista política estatunidenca (m. 1989).[53]

- 23 de juny, Paddington, Westminster, Londres, Regne Unit: Alan Turing, matemàtic i filòsof anglès, pare de la informàtica.
- 4 de juliol, Roubaix: Viviane Romance, actriu teatral, cinematogràfica i televisiva de nacionalitat francesa (m. 1991).[54]
- 31 de juliol, Nova York, EUA: Milton Friedman, economista estatunidenc, Premi Nobel d'Economia el 1976 (m. 2006).[55]
- 12 d'agost, Roma: Elsa Morante, escriptora italiana (m. 1985).[56]
- 13 d'agost, Torí, Itàlia: Salvador Luria, metge, Premi Nobel de Medicina o Fisiologia de l'any 1969 (m. 1991).[57]
- 17 d'agost, Sallagosa, Alta Cerdanya: Georgette Clerc, militant comunista i resistent nord-catalana (m. 1986).[58]
- 25 d'agost, Neunkirchen, Imperi Alemany: Erich Honecker, polític alemany, president de l'RDA.[34]
- 30 d'agost, Taylorville, Illinois (EUA): Edward Mills Purcell, físic estatunidenc, Premi Nobel de Física de 1952 (m. 1997).[59]
- 2 de setembre, Camerun: Ingeborg Syllm-Rapoport, metgessa alemanya neonatòloga, que defensà la seva tesi doctoral als 102 anys.[60]
- 5 de setembre, Los Angeles, Califòrnia: John Cage, compositor estatunidenc (m. 1992).[61]
- 14 de setembre, Nova Delhi: Kamala Sohonie, bioquímica índia pionera (m. 1998).[62]
- 15 de setembre, Cárdenas, Cuba: Gisela Hernández, compositora, pedagoga, directora coral i investigadora cubana (m.1971).[63]
- 18 de setembre, Chimbarongo, Regió d'O'Higgins: María de la Cruz Toledo, política i primera senadora xilena (m. 1995).[64]
- 3 de novembre,  Encarnación (Paraguai): Alfredo Stroessner Matiauda, militar paraguaià que dirigí el país dictatorialment entre els anys 1954 i 1989 (m. 2006).[34]
- 13 de novembre, Buenos Aires, Argentina: Rodolfo Zubrisky, violinista argentí.
- 19 de novembre, Iași, Romania: George Emil Palade, biòleg, Premi Nobel de Medicina o Fisiologia de l'any 1974 (m. 2008).
- 21 de novembre, Springfield (Massachusetts): Eleanor Powell, actriu de cinema estatunidenca i reconeguda ballarina de claqué (m. 1982).[65]
- 25 de novembre, vaixell entre Esmirna i Beirut: Asmahan, cantant sirio-egípcia (m. 1944).[66]
- 10 de desembre, Nova Orleans, Louisiana: Irving Fazola, clarinetista i saxofonista estatunidenc.
- 15 de desembre, 
  - Sacramento: Ray Eames, dissenyadora estatunidenca esdevinguda clàssica del segle xx (m. 1988).[67]
  - Madrid: María Braña de Diego, arqueòloga, mestra i conservadora de museus espanyola.[68]
  - Nordhansen, Turíngia: Rudolf Hagelstange, escriptor i periodista alemany.

## Necrològiques
Països Catalans
- 21 de febrer, Barcelona: Agustí Rius i Borrell, mestre i pedagog català.
- 20 d'abril, Dénia, Marina Alta: Roc Chabàs Llorens, religiós i historiador valencià (67 anys).
- 26 d'abril, Sabadell: Pau Gambús i Romeu, industrial i banquer català.
- 12 de maig, Barcelona: Enriqueta Martí i Ripollés, assassina en sèrie, proxeneta i segrestadora de nens. Morta per linxament de les seves companyes de presó (n.1868).
- 13 de maig, Barcelona: Dolors Delhom, primera actriu catalana de finals del s. XIX (n. 1867).[69]
- 10 d'agost, Barcelona: Antoni de Paula Capmany i Borri, empresari, catalanista i mecenes

Resta del món
- 4 de febrer, París, França: Franz Reichelt, sastre austríac mort després de saltar de la torre Eiffel amb el paracaigudes que havia inventat[70]
- 10 de febrer, Kent (Anglaterra): Joseph Lister, metge cirurgià anglès (n. 1827).[71]
- 17 de març, Sant Petersburg: Anna Filossófova, filantropa i feminista russa en els darrers anys de l'època zarista (n. 1837).[72]
- 12 d'abril, Glen Echo (Maryland): Clara Barton, infermera pionera, fundadora de la Creu Roja americana (n. 1821).[73]
- 15 d'abril, RMS Titanic, Oceà Atlàntic: les 1513 persones víctimes de la tragèdia del RMS Titanic.
- 20 d'abril, 
  - Londres, Anglaterra: Bram Stoker, escriptor irlandès, autor de la novel·la de terror Dràcula (n. 1847).[74]
  - Niça: Marian Farquharson, naturalista britànica, activista pels drets de les dones (n. 1846).[75]
- 2 de maig, Santander, Cantàbria, Espanya: Marcelino Menéndez Pelayo, filòleg i crític literari espanyol (56 anys).[76]
- 4 de maig, Baltimore, Maryland: Nettie Stevens, avançada genetista nord-americana, impulsora de la genètica moderna (n. 1861).[77]
- 14 de maig, Estocolm, Suècia: August Strindberg, escriptor suec (63 anys).[78]
- 12 de juny, Neuilly-sur-Seine, França: Frédéric Passy, economista i polític, que promogué el pacifisme, Premi Nobel de la Pau el 1901.
- 13 de juny, Alice Mangold Diehl, escriptora i pianista anglesa (n. 1844).[79]
- 17 de juliol, París: Henri Poincaré, matemàtic francès (n. 1854).
- 9 d'agost - Salamanca: Càndida Maria de Jesús, religiosa basca, fundadora de les Filles de Jesús (n. 1845).[80]
- 12 d'agost, Sòria: Leonor Izquierdo, musa i efímera companya d'Antonio Machado.[81]
- 13 d'agost, París, França: Jules Massenet compositor francès de l'època romàntica sobretot conegut per les seves òperes[82]
- 3 d'octubre, Londres: Guido Papini, violinista i compositor italià (n. 1847).[83]
- 6 d'octubre, Lucerna, Suïssa: Auguste Beernaert: Advocat i polític flament, Premi Nobel de la Pau de 1909 (n. 1829).
- 2 de desembre, Califòrnia: Alice B. Stockham, obstetra estatunidenca, pionera en la defensa de la sexualitat femenina.[84]
- 12 de novembre, Madrid, Espanya: José Canalejas y Méndez, polític espanyol, President del Govern Espanyol (1910-1912).

- Lió: Alfred Fouillée, filòsof francès